# 낭도항
낭도항(狼島港, Nangdo Fishing Port)은 전라남도 여수시 화정면 낭도리, 낭도 섬에 있는 어항이다. 1991년 1월 1일 국가어항으로 지정되었으며, 관리청은 해양수산부 서해어업관리단, 시설관리자는 여수시장이다.

## 입지 여건
겨울철 북서계절풍으로 인한 파랑의 영향은 매우 적으나 여름철 태풍에는 큰 영향을 받는 낭도항 개발 완료시 정온수면적은 421,000m², 접안능력은 약 387척(10톤 기준)이다.

## 어항 연혁
- 낭도(狼島) 명칭은 섬의 형세가 이리를 닮았다고 하여 유래되었다.[2]
- 낭도리는 380여년전 강릉 유씨와 경주 이씨 두사람이 들어온 이후 주민이 정착하게 되었으며 고려 태조 23년에는 여수현에 속하였으나 조선시대 태조 5년에 순천부로 편입이 되었고 1914년 여수군 설립시 화개면과 옥전면이 통합되면서 화정면에 속하게 되었다.[3]
- 1991년 국가어항(제3종 어항)으로 지정되어 1992년 기본시설에 대한 계획을 수립하면서 개발에 착수했으며 1998년 수리모형실험을 실시하였고,[4] 2005년 기본시설을 완공하였다.

## 어항 구역
낭도항의 어항구역은 다음과 같다.
- 수역: 낭도리 산 93 임야 남측 돌단부에서 정서로 770m 점(해상)과 이점에서 납대도 정상을 통과하여 육지부를 각각 연결하는 선을 따라 형성된 공유수면[5]
- 육역: 전라남도 여수시 화정면 낭도리 1314-11 외 4필지(상세내역은 생략)[6]

## 주요 어종
- 멸치, 낙지, 농어, 해조류 등

## 주변 관광
- 낭도는 낮은 구릉지로 주민의 대다수는 농업과 어업을 겸하고 있다. 농산물로는 보리·쌀·무·마늘·감자·고구마 등의 생산되고, 염소와 소 등 가축사육도 한다. 연근해에서는 감숭어·멸치·장어 등이 잡히고, 김·굴·피조개 등의 앙식과 수산가공업이 활발하다. 매년 2월 보름이면 일곱 개의 섬이 하나로 연결되는 진귀한 광경을 구경하기 위해 수많은 관광객이 낭도항으로 찾아오며 또 다른 관광지로는 기이한 형상을 하고 있는 미인바위, 거북바위, 얼굴바위 등이 있다.[3]
- 사도: 이순신 장군의 눈에 띄어 거북선을 구상하게 됐다는 장군바위를 비롯하여 용꼬리를 닮은 용미암, 얼굴바위 등의 다양한 기암 괴석이 있다.[3]
- 낭도 해수욕장: 뛰어난 경관과 갖가지 기암괴석이 펼쳐져 있으며, 매년 2월 보름에는 7개의 섬이 하나로 연결되는 광경을 볼 수 있다.[3]
- 공룡화석지: 여수 일대에는 사도 2곳, 추도 2곳과 낭도 목도, 적금도 각 1곳에 공룡 화석지가 있으며, 이들 지역에서 약 3,600여 개의 공룡 발자국 화석이 발견되었다.[3]